# إريك ديفيس (لاعب كرة قاعدة)
إريك ديفيس (بالإنجليزية: Erik Davis)‏ هو لاعب كرة قاعدة أمريكي، ولد في 8 أكتوبر 1986 في سان خوسيه في الولايات المتحدة.

## وصلات خارجية
- إريك ديفيس على موقع دوري كرة القاعدة الرئيسي (الإنجليزية)
- إريك ديفيس على موقعبيزبول رفرنس.كوم (الدوري الرئيسي) (الإنجليزية)
- إريك ديفيس على موقعبيزبول رفرنس.كوم (الدوري الثانوي) (الإنجليزية)
- إريك ديفيس على موقع إي إس بي إن.كوم (أم.أل.بي) (الإنجليزية)
- إريك ديفيس على موقع مشجعي الرسوم البيانية (الإنجليزية)